# Бібліотека імені Юрія Збанацького для дітей
Бібліотека імені Юрія Збанацького для дітей Подільського району м.Києва.

## Адреса
04215 м.Київ проспект Свободи, 28-а тлф 434-80-76

## Характеристика
Площа приміщення бібліотеки - 237,0 м², бібліотечний фонд - 28,9 тис. примірників. Щорічно обслуговує 3,0 тис. користувачів, кількість відвідувань за рік - 24,0 тис., документовидач - 67,5 тис. примірників.

## Історія бібліотеки
Заснована у вересні 1975 року як бібліотека № 108 для дітей. З лютого 1996 року носить ім’я українського письменника Юрія Збанацького. Бібліотека підтримує тісні зв’язки з родиною Ю. Збанацького, Щороку в день народження письменника в бібліотеці на вечір спогадів збираються рідні письменника, побратими по партизанському загону та шанувальники його творчості. Спільно з учителями ЗНЗ № 193, № 93 бібліотека проводить цікаві заходи з популяризації книги й бібліотеки -літературні ранки, конкурси, вікторини тощо. При бібліотеці працює творча лабораторія «Натхнення».
Надаються послуги ВСО і МБА.